# (10166) Takarajima
(10166) Takarajima est un astéroïde de la ceinture principale.

## Description
(10166) Takarajima est un astéroïde de la ceinture principale. Il fut découvert le 30 janvier 1995 à Ōizumi par Takao Kobayashi. Il présente une orbite caractérisée par un demi-grand axe de 2,62 UA, une excentricité de 0,14 et une inclinaison de 3,7° par rapport à l'écliptique.

## Compléments